# Агама гімалайська
Агама гімалайська (Laudakia himalayana) — вид ящірок родини агамових (Agamidae). Поширений у Центральній Азії. Мешканець гір і передгір'їв. 

## Опис
Загальна довжина сягає 31 см, з них хвіст удвічі довше за тулуб й голову разом узяті. Самці трохи крупніше самок. Тулуб, голова і підстава хвоста дуже сильно сплощені. Пальці помітно стиснуті з боків, четвертий палець задньої ноги довші третього.

### Лускатий покрив
Луска верхньої сторони тулуба гладенькі або дуже слабо ребристі. Уздовж хребта проходить доріжка з п'яти-або шестикутної луски, звичайно гладеньких або з нерізко позначеними тупими реберцями, вони відрізняються від спинно-бокових не тільки формою, але і більшими розмірами. В області лопаток вони стають значно дрібніше і поступово переходять у дрібну луску шиї. Черевна луска чотирикутна, гладенька і розташована більш-менш правильними поперечними і косими поздовжніми рядками. Горлова складка добре виражена. Хвостова луска ребриста, вони розташовані правильними поперечними кільцями — кожні 3 кільця утворюють 1 досить добре виражений сегмент, який відповідає одному хвостовому хребцю. У дорослих самців перед задньопрохідним отвором розташовано до 6 рядків потовщеної мозолястої луски, у дорослих самок їх значно менше. 

### Забарвлення
Для молодих агам характерна синє забарвлення тіла і лимонно-жовта голова з червоними скронями. Колір спини оливковий або зеленувато-сірий. З боків хребта більш-менш правильними рядками розташовуються округлі світлі плями, між якими є чорні неправильної форми цяточки і плямочки, особливо добре виражені на шиї і в передній частині тулуба. Голова зверху зазвичай у дрібних чорних цятках. Забарвлення черева сильно коливається. На горлі мармуровий малюнок, який часом зникає. Відома фізіологічна зміна забарвлення голови самців, яка буває яскраво-жовтою і доповнюється помаранчево-червоним забарвленням шкірних складок з боків шиї, а іноді і боків голови. 

## Поширення
Поширений в гірських системах Гімалаїв і Трансгімалаїв, Південно-Східному Тянь-Шані, Південному Памірі і Каракорумі в межах Непалу, Північної Індії, Північного Пакистану, Східного Афганістану, Західного Таджикистану і Західного Киргизстану. 

## Місця проживання
Мешканець гірських ландшафтів, де трапляється на скелях, осипах, серед каміння, в арчевом поясі з рідкісною трав'янистої і чагарникової рослинністю. Зустрічається до висоти 3200 м над рівнем моря і більше. Ховається в тріщинах у скелях і порожнечах під камінням. 

## Особливості біології
Зазвичай агами з'являються в ранкові години і активні до заходу. Навесні і восени активні тільки в середині дня, при температурі вище 20°С. Із зимових сховищ виходять у квітні, наприкінці вересня починається їх відхід на зимівлю. 
Належить до яйцекладних ящірок.  Статева зрілість настає наприкінці 2 року життя. Парування відбувається наприкінці квітня — на початку травня. Кладки з 3—7 яєць розміром 20—24 × 10—13 мм відбуваються у червні та у липні. Через 60—70 днів з'являються молоді ящірки довжиною тіла 3,5—3,8 см. 
Харчується різними членистоногими, павуками, насінням, квітами і листям рослин, зокрема, плодами шипшини і жимолості.

## Систематика
У 2012 році при ревізії роду Laudakia на основі морфологічних даних із нього був виділений рід Paralaudakia. До нового роду потрапила також агама гімалайська, отримавши міжнародну біноміальну назву Paralaudakia himalayana, під якою цей вид занесений до Червоного списку МСОП (категорія: LC).